# Frencq
Frencq  là một xã của tỉnh Pas-de-Calais, thuộc vùng Hauts-de-France, miền bắc nước Pháp.

## Dân số
| 1962                                                           | 1968 | 1975 | 1982 | 1990 | 1999 |
| -------------------------------------------------------------- | ---- | ---- | ---- | ---- | ---- |
| 804                                                            | 808  | 749  | 730  | 742  | 705  |
| Census count starting from 1962: Population without duplicates |      |      |      |      |      |